# Hamme
Hamme là một đô thị ở tỉnh Oost-Vlaanderen. Đô thị này bao gồm các thị xã Hamme và Moerzeke,Zogge và St-Anna as parttowns. Tại thời điểm ngày 1 tháng 1 năm  2006, Hamme có tổng dân số 23.232 người. Tổng diện tích là 40,21 km² với mật độ dân số là 578 người trên mỗi km². 

## Dân địa phương nổi tiếng
- Herman Brusselmans, nhà văn